# Cóndor de Plata

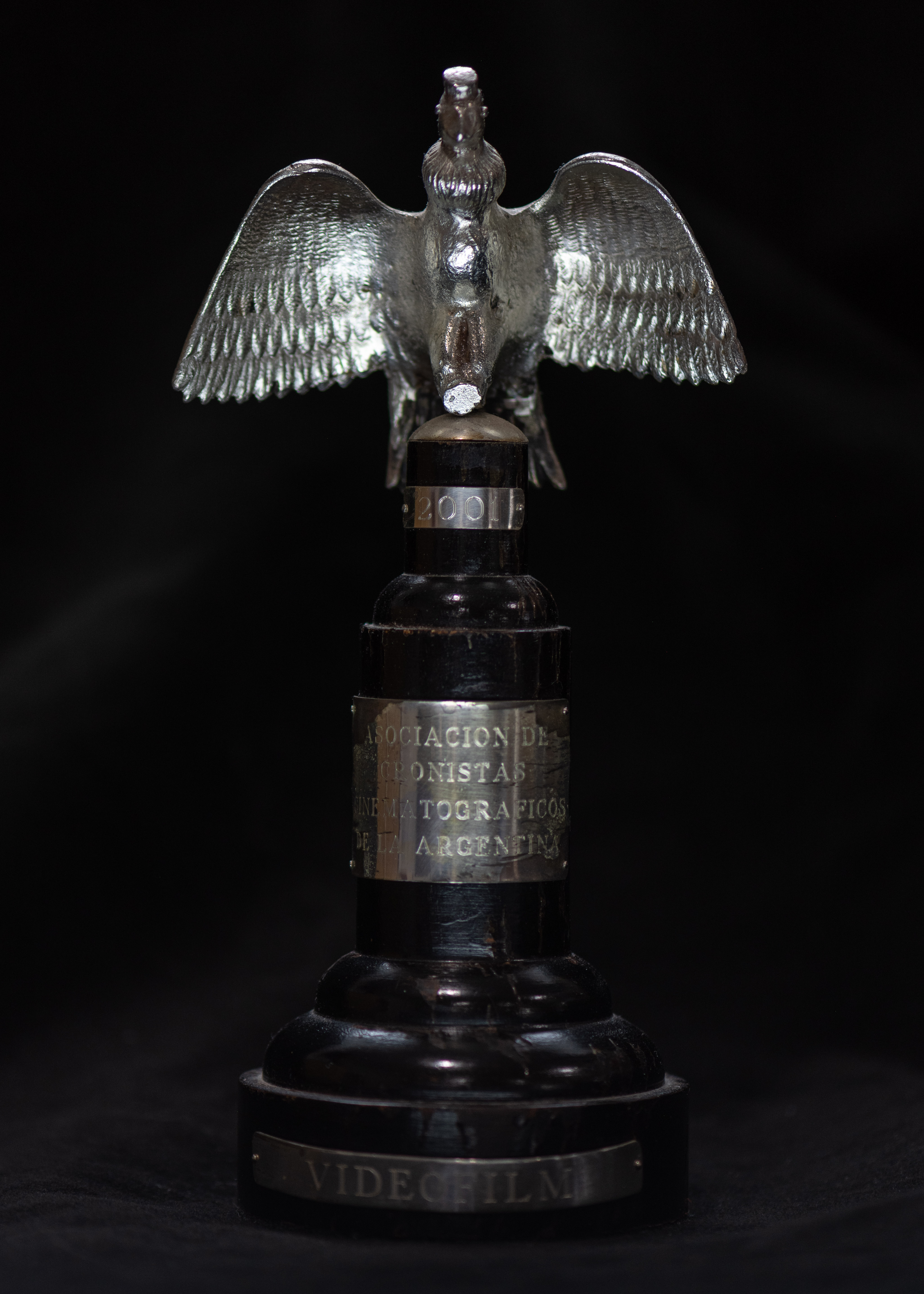
Die Preis-Statuette „Silberner Condor“

Der Cóndor de Plata oder Premio Cóndor de Plata (deutsch: Silberner Condor; englisch: Silver Condor) ist ein argentinischer Filmpreis, der vom Verband der argentinischen Filmkritiker und Filmjournalisten Asociación de Cronistas Cinematográficos de la Argentina (ACCA) verliehen wird.

## Geschichte
Die Asociación de Cronistas Cinematográficos de la Argentina (ACCA) wurde 1942 gegründet. Seit 1943 verleiht sie den Filmpreis im jährlichen Turnus. In den Jahren 1958, 1975 bis 1980 und 1984 war die Auslobung aus politischen Gründen nicht möglich. Der Preis wird bisweilen als argentinischer Oscar bezeichnet.

## Preiskategorien

### Aktuelle Preiskategorien
Der Silberner Condor wird aktuell (Stand 2021) in insgesamt 24 Kategorien verliehen, plus einem Spezialpreis/Ehrenpreis fürs Lebenswerk, der auch an Journalisten vergeben werden kann:
- Bester fiktionaler Film (Mejor película de ficción)
- Bester Dokumentarfilm (Mejor documental)
- Bester Debütfilm (Mejor ópera prima)
- Beste Koproduktion mit argentinischer Beteiligung (Mejor película en coproducción con Argentina)
- Bester iberoamerikanischer Film (Mejor película iberoamericana)
- Bester fiktionaler Kurzfilm (Mejor corto de ficción)
- Bester dokumentarischer Kurzfilm (Mejor corto documental)
- Beste Regie (Mejor director)
- Beste Hauptdarstellerin (Mejor actriz protagónica)
- Bester Hauptdarsteller (Mejor actor protagónico)
- Beste Nebendarstellerin (Mejor actriz de reparto)
- Bester Nebendarsteller (Mejor actor de reparto)
- Beste Nachwuchsdarstellerin (Mejor revelación femenina)
- Bester Nachwuchsdarsteller (Mejor revelación masculina)
- Bestes Original-Drehbuch (Mejor guion original)
- Bestes adaptiertes Drehbuch (Mejor guion adaptado)
- Beste Kamera (Mejor dirección de fotografía)
- Beste Montage (Mejor montaje)
- Bester Ton (Mejor sonido)
- Beste Originalmusik (Mejor música original)
- Bestes Original-Lied (Mejor canción original)
- Bestes Kostümbild (Mejor diseño de vestuario)
- Bestes Szenenbild (Mejor dirección de arte)
- Bestes Maskenbild (Mejor maquillaje y peluquería)
- Ehrenpreis (Premio Cóndor de Plata Honorífico)

### Ehemalige Preiskategorien
Zu den Preiskategorien, die in der Vergangenheit verliehen worden sind, aber Stand 2021 nicht mehr dabei sind, gehören u. a.:
- Bester langer Animationsfilm (Mejor película de animación)
- Bester kurzer Animationsfilm (Mejor cortometraje de animación)
- Beste Serie und/oder Bester Fernsehfilm (Mejor Serie y/o Telefilme)
- Bester fremdsprachiger Film (Mejor película en lengua extranjera), auch: (Mejor película de habla no hispana)
- Bester Videofilm (Mejor videofilm)
- Bester Autor eines Dokumentarfilms (Mejor guion de película documental)
- Beste künstlerische Innovation (Innovación artística)